# Cultura Birnirk

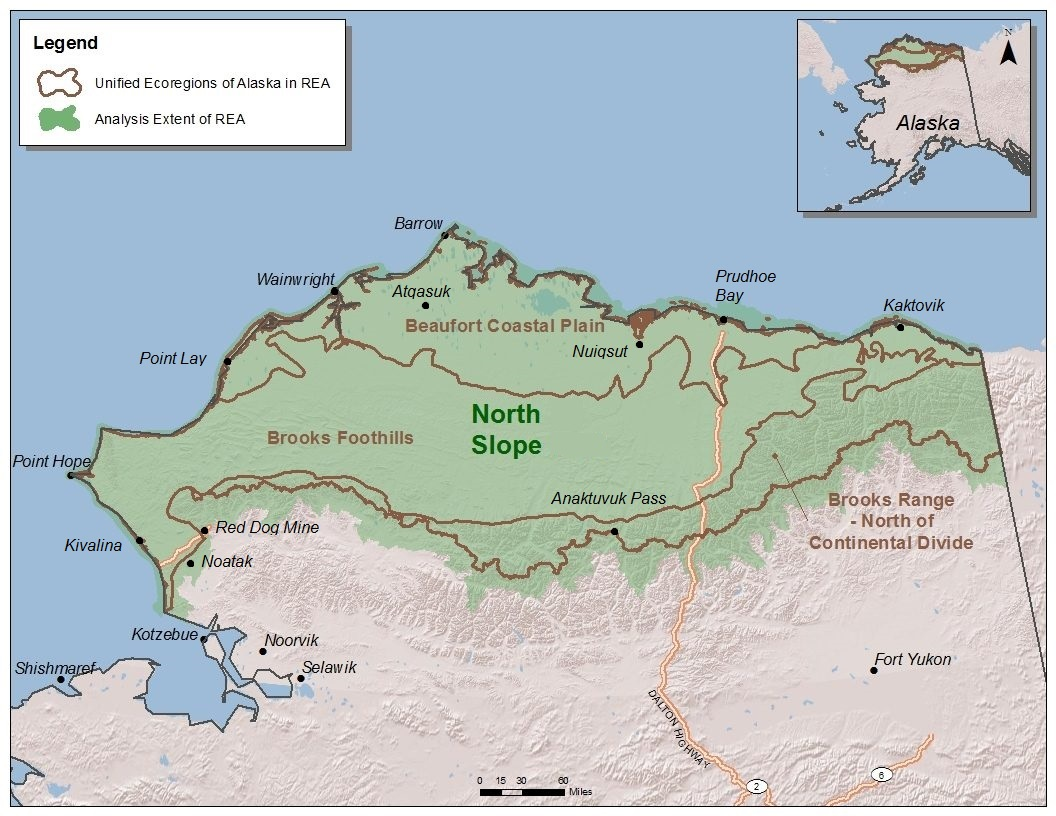
Mapa de las ecorregiones del North Slope de Alaska.

La cultura Birnirk fue una cultura prehistórica inuit del North Slope de Alaska, que data del siglo VI d. C. al siglo XII d. C. La cultura Birnirk apareció por primera vez en el lado americano del Estrecho de Bering, descendiendo de la antigua cultura del Mar de Bering/Okvik y precediendo a la cultura Thule; se distingue por su avanzada tecnología marina y de arpones. En la ciudad de Wales se descubrió un túmulo de la cultura Birnirk; en Utqiaġvik se han encontrado 16 más en el «Sitio Birnirk», que ahora es un Hito Histórico Nacional. En la actual Ukpiaġvik se ha encontrado un antiguo poblado Birnirk.

## Cultura

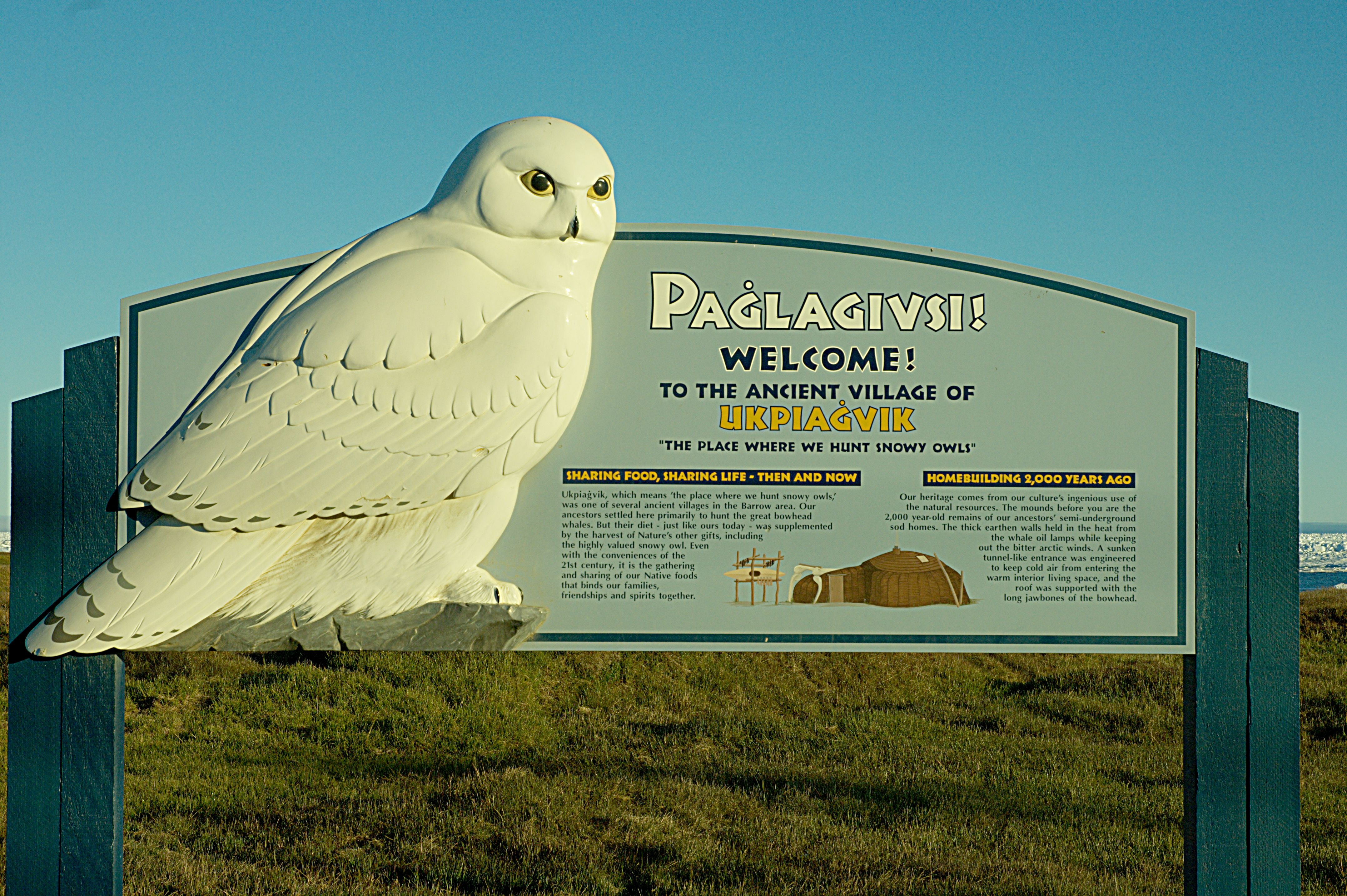
Signo de Paglagivsi en Utqiagvik, Alaska.

Los habitantes de Birnirk vivían en pequeñas viviendas unifamiliares con una entrada larga o corta que conducía a una única habitación con plataformas para dormir. Las casas carecían de chimeneas; en su lugar, el calor y la luz se proporcionaban con lámparas de piedra y arcilla. Se cree que los asentamientos de Birnirk eran pequeños, con solamente unas pocas familias viviendo en un asentamiento a la vez. Como tal, el concepto de que el pueblo de Birnirk cazaba ballenas es a menudo debatido. La mayoría de las comunidades dedicadas a la caza de ballenas requieren varias tripulaciones, lo que habría sido difícil para los Birnirk al tener asentamientos tan pequeños. Sin embargo, un arpón ballenero hallado en Utqiagvik, junto con artefactos derivados de partes de ballena encontrados en otros sitios (barbas, huesos de ballena y similares) sugieren que el pueblo Birnirk estaba involucrado en alguna forma de caza de ballenas. También se sabe que cazaban focas, caribúes, aves y peces usando una variedad de herramientas.

## Herramientas
Se han encontrado multitud de instrumentos de los Birnirk. Eran hábiles cazadores de focas, conocidos por el uso de equipos innovadores, como rascadores de hielo para atraer a las focas sobre las aguas heladas. Se caracterizan por el estilo de los arpones que utilizaban para cazar animales marinos; las cabezas de los arpones eran autopunzantes y tenían una «única púa lateral y una hoja lateral opuesta de piedra astillada». Además de sus arpones, el pueblo Birnirk era conocido por el uso de armas de pizarra molida. Estas armas incluyen cuchillos, cuchillas, flechas y lanzas, generalmente utilizadas en la caza de animales terrestres.

## Genética
Un estudio genético publicado en Science en agosto de 2014 examinó los restos de cinco personas de Birnirk enterradas en Siberia entre aproximadamente el 570 y el 680 d. C. Las cinco muestras de ADNmt extraídas pertenecían al haplogrupo A2a. El haplogrupo A2a era también el linaje materno predominante entre el pueblo Thule. Las pruebas genéticas sugerían que el pueblo Thule descendía de emigrantes Birnirk procedentes de Siberia que entraron en el norte de Canadá y Groenlandia en algún momento después del año 1300 d. C., donde sustituyeron por completo a los  indígenas Dorset, genéticamente distintos.